# Hajen
Hajen (originaltitel: The Hustler) er en amerikansk dramafilm fra 1961 instrueret af Robert Rossen, der også sammen med Sidney Carroll havde skrevet filmens manuskript baseret på Walter Tevis' roman The Hustler. Filmen fortæller historien om poolspilleren "Fast Eddie" Felson, der udfordrer den legendariske poolspiller "Minnesota Fats".
Filmen har i hovedrollerne Paul Newman som Fast Eddie, Jackie Gleason som Minnesota Fats, Piper Laurie som Sarah, George C. Scott som Bert og Myron McCormick som Charlie.
Hajen modtog positive reaktioner fra kritikere og publikum og fik ry som en moderne klassiker. Den modtog en række store priser og var medvirkende til en genopblussen af poolspillets popularitet. I 1997 valgte Library of Congress The Hustler til bevarelse i United States National Film Registry som værende "kulturelt, historisk eller æstetisk betydningsfuld". Academy Film Archive udtog i 2003 også The Hustler til bevaring for eftertiden.
I 1986 blev udgivet en efterfølger, The Color of Money, igen med Paul Newman i hovedrollen som Eddie Felson, for hvilken han vandt sin eneste Oscar-pris.

## Handling
"Fast Eddie" Felson er sammen af sin partner, Charlie, i en poolhall i en lille flække, hvor de foregiver at være sælgere på vej til en salgsmesse. De overbeviser de lokale om, at Eddie er en beruset pralhals, og får dem til at satse på, at Eddie misser et trickskud. Eddie gennemfører skuddet og vinder væddemålet, og de to tager deres penge.
Eddie og Charlie ankommer herefter til New York City, hvor Eddie udfordrer den legendariske spiller Minnesota Fats til at spille straight pool for $200 pr. spil. Eddie kommer hurtigt bagud, men får vendt spillet og kommer $1.000 foran. Han foreslår at hæve indsatsen til $1.000 pr. spil og kommer foran med $11.000. Charlie prøver at få Eddie til at forlade spillet, men Eddie insisterer på, at spillet først er forbi, når Fats siger, at det er slut. Fats indvilliger i at fortsætte efter at en tilskuer, den professionelle gambler Bert Gordon, betegner Eddie som en taber. Efter 25 timers spil og en hel flaske bourbon, er Eddie foran med over $18.000, men han mister det hele, bortset fra de 200$, der var den oprindelige indsats. Fats erklærer, at spillet er slut. På deres hotel forlader Eddie senere en sovende Charlie uden at sige farvel.
Eddie placerer sine ejendele i et skab på en busterminal, hvor han møder alkoholikeren Sarah Packard. De to indleder et forhold, og Eddie flytter ind hos hende. Charlie finder Eddie i Sarahs lejlighed og prøver at overtale ham til at genoptage livet på landevejen. Eddie nægter, og det går op for Charlie, at Eddie planlægger at udfordre Fats igen. Eddie finder ud af, at Charlie havde penge, som han kunne have brugt på at vende tilbage og slå Fats og Eddie skælder Charlie ud.
Eddie deltager i et pokerspil, hvor Bert også spiller med. Efter spillet fortæller Bert Eddie, at Eddie er en talentfuld poolspiller, men at han ikke har en tilstrækkelig fast karakter, og Bert kalder ham en født taber, men tilbyder ikke desto mindre at give Eddie de 3.000 dollars, det kræver at udfordre Fats mod til gengæld at få 75% af hans gevinster. Eddie afviser tilbuddet.
For at skaffe penge til at udfordre Fats igen, begynder Eddie igen at spille som "hustler" (billardhaj). Efter at vundet over en lokal spiller i en poolhall nær havnefronten, bliver Eddie overfaldet og hans tommelfingre brækket. Efter at Sarah har hjulpet Eddie med at komme sig, og da han igen er klar til at spille, accepterer Eddie Berts vilkår, da "25 % af noget stort er bedre end 100 % af ingenting".
Bert, Eddie og Sarah rejser til Kentucky Derby, hvor Bert arrangerer en match for Eddie mod en velhavende lokal kendis ved navn Findley. Spillet viser sig at være trebande-carambole og ikke pool. Da Eddie taber stort, nægter Bert at fortsætte med at satse på ham. Sarah bønfalder Eddie om at rejse væk med hende, da Eddies verden er fyldt med perverterede, underlige og forkrøblede personer, men Eddie nægter. Da Bert ser Eddies vrede, accepterer han at lade matchen fortsætte til $1.000 pr. spil. Eddie kommer tilbage i spillet og vinder $12.000. Han tager sin andel på $3.000 og går tilbage til hotellet, blot for at konstatere, at Sarah har begået selvmord på grund af Berts sadisme.
Eddie vender tilbage for at udfordre Fats igen og sætter hele sin indsats på $3.000 på et enkelt spil. Han vinder spillet, og de to spiller herefter videre. Eddie vinder stort, og Fats tvinges til at stoppe. Bert kræver halvdelen af Eddies gevinster og truer ham med at bliver overfaldet, hvis ikke han betaler. Eddie lover, at han vil vende tilbage for at dræbe Bert, hvis han overlever, og han får Bert til at opgive sit krav ved at henvise til omstændighederne ved Sarahs død, men Bert fortæller Eddie, at han aldrig skal sætte sine ben i en poolhall igen. Eddie og Fats komplimenterer hinanden som spillere, og Eddie går ud.

## Medvirkende
- Paul Newman som Eddie Felson
- Jackie Gleason som Minnesota Fats
- Piper Laurie som Sarah Packard
- George C. Scott som Bert Gordon
- Myron McCormick som Charlie Burns
- Murray Hamilton som Findley
- Michael Constantine som Big John
- Stefan Gierasch som prædikant
- Clifford Pellow som Turk
- Jake LaMotta som bartender
- Vincent Gardenia som bartender
- Charles Dierkop som poolhætte
- Carl York som Young Hustler
- Alexander Rose som Score Keeper
- Gordon B. Clarke som kasserer
- Carolyn Coates som servitrice

Poolmesteren Willie Mosconi har en anonym gæsteoptræden som Willie, der holder indsatserne i Eddies og Fats' spil. Mosconis hænder optræder også i mange af nærbillederne.

## Produktion
Forinden Robert Rossens film havde flere andre købt filmrettighederne til Walter Tevis' roman The Hustler blandt andet Frank Sinatra, men forsøg på at filmatisere romanen var mislykkede. Rossens datter Carol Rossen har spekuleret i, at tidligere forsøg på filmatiseringer fokuserede for meget på historiens pool-aspekter og ikke nok på den menneskelige interaktion. Rossen, der selv havde spillet pool som ung, og som havde gjort et mislykket forsøg på at skrive et skuespil med et pooltema, valgte at købe filmrettighederne til romanen og gik sammen med Sidney Carroll for at skrive manuskriptet.
Rossen ønskede Paul Newman til rollen som Fast Eddie, men han var kontraktligt forpligtet til at spille den mandlige hovedrolle i To på vippen (Two for the Seesaw) overfor Elizabeth Taylor. Rossen tilbød i stedet rollen til Bobby Darin, men da Taylor blev tvunget til at aflyse sin medvirken i To på vippen på grund af forsinkelser med optagelserne af Cleopatra, blev Newman frigjort til at tage rollen som Fast Eddie, som han accepterede efter at have læst kun halvdelen af manuskriptet. Darin fik aldrig officiel besked om, at han var blevet erstattet, men hørte om det tilfældigt under et hestevæddeløb.
Rossen filmede The Hustler i løbet af seks uger, udelukkende i New York City. Store dele af filmen blev optaget i de to nu hedengangne poolhaller, McGirr's og Ames Billiard Academy. Poolmesteren Willie Mosconi fungerede som teknisk rådgiver på filmen og var stand-in i flere optagelserne af poolspillet. Alle Gleasons skud som Minnesota Fats var hans egne; de blev filmet med vidvinkel for at understrege at det var Gleason, der foretog skuddet. Rossen ønskede en "neo-neo-realistisk" stil i filmen, og han hyrede rigtige gadebøller til at agere statister i filmen.
Tidlige optagelser satte mere fokus på poolspillet, men under optagelserne besluttede Rossen at lægge mere vægt på kærlighedshistorien mellem Newman og Lauries karakterer. På trods af ændringen i historiens fokus, brugte Rossen stadig de forskellige pool-spil til at illustrere Eddies styrkede karakter gennem filmen og udviklingen i forholdet til Bert og til Sarah.

## Temaer
The Hustler er dybest set en historie om, hvad det vil sige at være et menneske, der befinder sig i krydsfeltet mellem at vinde og tabe. I sin beskrivelse af filmen har Robert Rossen udtalt: "Min hovedperson, Fast Eddie, ønsker at blive en stor poolspiller, men filmen handler i virkeligheden om de forhindringer, han støder på i forsøget på at realisere sig selv som menneske. Han opnår først sin selvbevidsthed efter en frygtelig personlig tragedie, som han selv har forårsaget — og derefter vinder han sit poolspil." Roger Ebert tilslutter sig denne analyse og angiver The Hustler som "en af de få amerikanske film, hvor helten vinder ved at give op og acceptere virkeligheden i stedet for sine drømme".
Filmen er også delvis selvbiografisk for Rossen med tråde til hans optræden under høringer under den amerikanske House Un-American Activities Committee (HUAC), der undersøgte bl.a filmbranchens tilknytning til kommunistpartiet og kommunistiske sympatier. Rossen, der var manuskriptforfatter i 1930'erne og 40'erne, havde været involveret i kommunistpartiet i 1930'erne, og blev under høringerne udspurgt om dette, men nægtede ved sit første vidneudsagn for HUAC at nævne navne på andre medlemmer. Under senere høringer skiftede han mening og identificerede venner og kolleger som medlemmer af partiet. På samme måde sælger Felson sin sjæl og forråder derved i en faustiansk pagt den ene person, der virkelig kender og elsker ham for at få karakter. Rossen skildrer også kapitalismen og viser ofte penge som ondsindet og korrumperende. Eddie, Bert og Findley har alle vist sig at være forskruede i deres jagt på penge. Blandt poolhallens gæster er det kun Minnesota Fats, der aldrig selv håndterer penge og kun fokuserer på det spil, han spiller, og han fremstår til sidst som uskadt og uberørt. Han er slået, men ved, hvornår han skal holde op.
Film- og teaterhistoriker Ethan Mordden har nævnt The Hustler som en ud af en håndfuld film fra de tidlige 1960'ere, der redefinerede filmens forhold til deres publikum. I det nye forhold er filmen "udfordrende snarere end smigerende og udløser tvivl snarere end sikkerhed". Selvom nogle har påpeget filmens ligheder med klassisk film noir, afviser Mordden sammenligningen grundet Rossens ultrarealistiske stil og bemærker også, at filmen mangler noirs "forræderiske kvinde og eller dens lyst til at opdage kriminalitet blandt borgerskabet, sultne bankfunktionærer og lystige koner". Mordden bemærker, at mens Fast Eddie stadig har en snert af 50'erne i sig, er karakteren et afgørende brud med de ekstraordinært følsomme hårde fyre fra 'Vildt blod'-æraen ... men han ender med at opsøge sine følelser" og erkender overfor Bert, at han er en taber, fordi han er død indeni.

## Modtagelse
The Hustler havde verdenspremiere i Washington, DC, den 25. september 1961. Forud for premieren var Richard Burton vært for en midnatsvisning af filmen for de medvirkende i sæsonens Broadway-shows, hvilket genererede en hel del mund-til-mund forhåndsomtale af filmen. 20th Century-Fox var oprindeligt tilbageholdende med at reklamere for filmen, men omtalen fik dem til at optrappe markedsføringen af filmen. Filmen blev en kommerciel succes med en indtjening i Nordamerika på $3.000.000, ifølge Variety magazine.
Filmen blev godt modtaget af kritikere, der dog havde enkelte forbehold. Variety roste skuespillernes præstationer, men mente, at historiens "besværlige aspekter" forhindrede filmen i at nå "målet om at være ren underholdning", og at filmen var alt for lang. The New Republic var delvist enig i denne vurdering og roste Rossens instruktion og Newmans præstation som "førsteklasses". The New York Times roste også filmen, der "tryllebinder og afslører bitre sandheder", selvom handlingen "strejfer lidt rundt" ligesom romantikken mellem Newman og Lauries karakterer "er lidt langt ude".

## Priser og nomineringer
| Award                                     | Category                                               | Nominee(s)                             | Result    |
| ----------------------------------------- | ------------------------------------------------------ | -------------------------------------- | --------- |
| Oscaruddelingen 1962                      | Bedste film                                            | Robert Rossen                          | Nomineret |
| Oscaruddelingen 1962                      | Bedste instruktør                                      | Robert Rossen                          | Nomineret |
| Oscaruddelingen 1962                      | Bedste mandlige hovedrolle                             | Paul Newman                            | Nomineret |
| Oscaruddelingen 1962                      | Bedste kvindelige hovedrolle                           | Piper Laurie                           | Nomineret |
| Oscaruddelingen 1962                      | Bedste mandlige birolle                                | Jackie Gleason                         | Nomineret |
| Oscaruddelingen 1962                      | Bedste mandlige birolle                                | George C. Scott (afviste nomineringen) | Nomineret |
| Oscaruddelingen 1962                      | Bedste filmatisering                                   | Robert Rossen og Sidney Carroll        | Nomineret |
| Oscaruddelingen 1962                      | Bedste scenografi - Sort/Hvid                          | Harry Horner og Gene Callahan          | Vundet    |
| Oscaruddelingen 1962                      | Bedste fotografering – Sort/Hvid                       | Eugen Schüfftan                        | Vundet    |
| American Cinema Editors Awards            | Best Edited Feature Film                               | Dede Allen                             | Nomineret |
| British Academy Film Awards               | Bedste Film                                            | Bedste Film                            | Vundet    |
| British Academy Film Awards               | Best Foreign Actor                                     | Paul Newman                            | Vundet    |
| British Academy Film Awards               | Best Foreign Actress                                   | Piper Laurie                           | Nomineret |
| Directors Guild of America Awards         | Outstanding Directorial Achievement in Motion Pictures | Robert Rossen                          | Nomineret |
| Golden Globe Awards                       | Best Actor in a Motion Picture – Drama                 | Paul Newman                            | Nomineret |
| Golden Globe Awards                       | Best Supporting Actor – Motion Picture                 | Jackie Gleason                         | Nomineret |
| Golden Globe Awards                       | Best Supporting Actor – Motion Picture                 | George C. Scott                        | Nomineret |
| Golden Globe Awards                       | Most Promising Newcomer – Male                         | George C. Scott                        | Nomineret |
| Laurel Awards                             | Top Drama                                              | Top Drama                              | Nomineret |
| Laurel Awards                             | Top Male Dramatic Performance                          | Paul Newman                            | Vundet    |
| Laurel Awards                             | Top Female Dramatic Performance                        | Piper Laurie                           | Nomineret |
| Laurel Awards                             | Top Male Supporting Performance                        | Jackie Gleason                         | Vundet    |
| Laurel Awards                             | Top Cinematography – Black and White                   | Eugen Schüfftan                        | Vundet    |
| Mar del Plata International Film Festival | Bedste Film                                            | Robert Rossen                          | Nomineret |
| Mar del Plata International Film Festival | Bedste skuespiller                                     | Paul Newman                            | Vundet    |
| National Board of Review Awards           | Top Ten Films                                          | Top Ten Films                          | 2nd Place |
| National Board of Review Awards           | Best Supporting Actor                                  | Jackie Gleason                         | Vundet    |
| National Film Preservation Board          | National Film Registry                                 | National Film Registry                 | Inducted  |
| New York Film Critics Circle Awards       | Bedste instruktør                                      | Robert Rossen                          | Vundet    |
| New York Film Critics Circle Awards       | Bedste skuespiller                                     | Paul Newman                            | Nomineret |
| New York Film Critics Circle Awards       | Bedste skuespillerinde                                 | Piper Laurie                           | Nomineret |
| Satellite Awards                          | Best Classic DVD                                       | Paul Newman – The Tribute Collection   | Nomineret |
| Writers Guild of America Awards           | Best Written American Drama                            | Robert Rossen and Sidney Carroll       | Vundet    |

## Sequel
Paul Newman vendte 25 år senere tilbage i sin rolle som "Fast Eddie" Felson i filmen The Color of Money fra 1986, for hvilken han vandt sin eneste Oscar for bedste mandlige hovedrolle. Flere iagttagere og kritikere har ment, at denne Oscar var i forsinket anerkendelse af Newmans præstation i The Hustler, samt nogle af hans andre Oscar-nominerede præstationer i film som Skrappe Luke (originaltitel: Cool Hand Luke) og Dommen. (The Verdict)

## Eftermæle
I årtierne efter udgivelsen har The Hustler cementeret sit ry som en klassiker. Roger Ebert, der gentager tidligere ros for præstationerne, instruktionen og kinematografien og tilføjer laurbær til redaktøren Dede Allen, citerer filmen som "en af de film, hvis scener har en sådan psykisk vægt, at de vokser i vores minder". Han nævner desuden Eddie som en af "kun en håndfuld filmkarakterer, der er så ægte, at publikum refererer til den som definerende". Amerikanske TV Guide roser filmen, der viser "en dyster verden, hvis eneste lyspunkt er toppen af poolbordet, men alligevel [med] karakterer, [der] opretholder en lurvet nobelhed og ynde" og opsummerer, at man ikke bør gå glip af filmen.
Carroll og Rossens manuskript blev af Writers Guild of America i 2006 medtaget som nr. 96 på listen over de bedste manuskripter nogensinde.
Da American Film Institute i juni 2008 udgav sin " Ti top ti " (de bedste ti film i ti "klassiske" amerikanske filmgenrer) baseret på meningsmåling blandt 1.500 filmfolk og kunstnere, blev filmen medtaget som den sjette bedste sportsfilm.
The Hustler er krediteret for at udløse en genopblussen af populariteten af pool i USA, som havde været på tilbagegang i årtier. Filmen bragte også anerkendelse til poolmesteren Willie Mosconi, der, på trods af at have vundet adskillige verdensmesterskaber, nærmest var ukendt for den brede offentlighed. Den der måske opnåede størst personlig fordel af filmens popularitet var en virkelig pool-hustler ved navn Rudolf Wanderone. Mosconi hævdede i et interview på tidspunktet for filmens udgivelse, at karakteren Minnesota Fats var baseret på Wanderone, som på det tidspunkt var kendt som "New York Fatty". Wanderone tog straks Minnesota Fats-kælenavnet til sig og brugte aktivt forbindelse til at få bog- og tv-aftaler m.v. Forfatteren Walter Tevis, der skrev romaen The Hustler dog, at Wanderone havde haft nogen betydning for skabelsen af karakteren.